# 西浦洋祐
西浦 洋祐（にしうら ようすけ、1990年9月29日 - ）は、ジャパンラグビーリーグワンレッドハリケーンズ大阪に所属するラグビー選手。

## プロフィール
- 熊本県出身[1]。
- ポジションはプロップ(PR)。
- 身長 175 cm、体重 105 kg
- ニックネームはニシ。

## 略歴
2009年、荒尾高校卒業後、立命館大学に入る。
2013年、立命館大学卒業後、NTTドコモレッドハリケーンズ(現・レッドハリケーンズ大阪)に加入。同年12月15日に行われたジャパンラグビートップリーグ2ndステージ第3節のリコーブラックラムズ戦にて途中出場で公式戦初出場を果たす。